# Phalops plancus
Phalops plancus là một loài bọ cánh cứng trong họ Bọ hung (Scarabaeidae).